# Alessandro I di Cachezia
Alessandro I di Cachezia, in georgiano ალექსანდრე I? (Tbilisi, 1445 – Tbilisi, 27 aprile 1511), è stato re di Cachezia dal 1476 al 1511.

## Biografia
Alessandro venne nominato da suo padre Giorgio I di Cachezia (già Giorgio VIII, ex re della Georgia unita) come suo coreggente a partire dal 1460, succedendo al trono alla morte di Giorgio nel 1476. L'anno successivo, la Cachezia venne attaccata dai nomadi Ak Koyunlu che già si erano vendicati del vicino regno georgiano di Cartalia. Ad ogni modo, Alessandro riuscì ad ottenere la pace inviando doni preziosi al capo degli Ak Koyunlu, Uzun Hassan. Alessandro preferì inoltre mantenere la pace con la Cartalia che riconobbe come monarchia indipendente nel 1490.
Fu il primo monarca georgiano a sottoscrivere un'alleanza coi principi di Mosca per controbilanciare l'influenza della dinastia safavide persiana. Dopo due ambasciate cacheziane, nel 1483 e nel 1491, al granduca Ivan III che però non riuscirono a convincere i russi, Alessandro inviò nel 1500 un'ambasceria guidata da suo figlio minore Demetrio a portare omaggi a Ismail I, scià della Persia. ricevuto coi dovuti onori dallo scià, tale missione ebbe il risvolto di stabilire delle relazioni con la Persia che rimasero perlopiù pacifiche sino ai primi anni del XVII secolo. Questo permise ad Alessandro di rafforzare l'autorità regia e di assicurarsi stabilità interna.
Nel 1511 il regno di Alessandro terminò improvvisamente per via di un colpo di stato guidato da suo figlio maggiore, Giorgio il quale, sospettoso del fatto che il sovrano volesse privarlo del proprio ruolo di principe ereditario, fece uccidere suo padre ed accecò suo fratello Demetrio.

## Famiglia
Secondo i genealogisti georgiani, Alessandro si sposò due volte. La sua prima moglie, Ana, era figlia del principe Garsevan Cholokashvili; la seconda moglie aveva per nome Tinatin. Alessandro fu padre di due figli nati dal suo primo matrimonio:
- Giorgio (1469–1513), futuro re Giorgio II di Cachezia;
- Demetrio, antenato della dinastia Bagration-Davitishvili.